# Естервуд (Луизијана)
Естервуд (енгл. Estherwood) град је у америчкој савезној држави Луизијана.

## Демографија
По попису из 2010. године број становника је 889, што је 82 (10,2%) становника више него 2000. године.
| Група             | 2000.       | 2010.       |
| Белци             | 749 (92,8%) | 823 (92,6%) |
| Афроамериканци    | 38 (4,7%)   | 30 (3,4%)   |
| Азијати           | 1 (0,1%)    | 0 (0,0%)    |
| Хиспаноамериканци | 2 (0,2%)    | 24 (2,7%)   |
| Укупно            | 807         | 889         |